# Comme Un Oiseau Qui S'Envole/All On A Summers Night
   Comme Un Oiseau Qui S'Envole/All On A Summers Night   è un singolo promozionale della cantante giamaicana Grace Jones pubblicato nel 1978 come singolo promozionale per la ristampa dell'album Nightclubbing.

## Descrizione
Il brano, scritto da Jean-Claude Cosson e Slavín fu pubblicato come singolo solo per il mercato canadese, ma non fu incluso nella tracklist della versione europea e nordamericana.
Il lato b del disco, anch'esso omesso dalla versione canadese, comparve solo nella versione europea dell'album.

## Tracce
- 7 single

1. "Comme Un Oiseau Qui S'Envole" –  3:10
2. "All On A Summers Night" –  4:17